# Hybride orgel
Een hybride orgel of combinatie-orgel is een combinatie van pijporgel en elektronisch orgel of virtueel pijporgel en is bedoeld als goedkopere oplossing voor uitbreiding van een bestaand pijporgel.
Reeds in de jaren 70 werd in de Verenigde Staten en Italië geëxperimenteerd met het toevoegen van elektronisch opgewekte klanken aan pijporgels. De firma Allen heeft zich in samenwerking met het Italiaanse Ruffatti hierin gespecialiseerd. Na het ontstaan van het virtueel pijporgel (met de toepassing van MIDI, digitale stemmenbanken (samplers) en de computer), is de evolutie van het hybride orgel snel gegaan. Hierdoor werden dit soort orgels al op geruime schaal toegepast in het buitenland, zoals Japan, Scandinavië, Verenigde Staten van Amerika, Zuid-Korea en Canada. Wereldwijd zijn dat meer dan 8000 hybride orgels. Op de Frankfurter Musikmesse worden al tientallen jaren diverse mengvormen van pijporgels met digitale mogelijkheden getoond.                                    

## Onbekend in Nederland
De grote onbekendheid in Nederland werd en wordt in stand gehouden door het verzwijgen van deze mogelijkheden in de vakliteratuur door de puristen onder de orgelliefhebbers; zij staan afwijzend tegenover het toepassen van niet-mechanische toepassingen. Pas na verschijning van een duidelijk artikel in 2006 in het Reformatorisch Dagblad werd de aandacht gevestigd op deze combinatiemogelijkheid, waarna de vraag naar uitbreiding tot het hybride orgel toenam. Door de reeds bestaande vraag naar uitbreiding met een aantal stemmen (registers of "stops", of extra geluidseffecten), de revisie van het pijporgel en het ontbreken van de daarvoor benodigde gelden, bood de uitbreiding tot hybride orgel door middel van een expander het gewenste resultaat. Het Nederlandse Johannus Orgelbouw heeft zich nadien op deze markt begeven door het aanbieden van digitale speeltafels en registratiemogelijkheden, uitbreidingen van de pijporgels met digitale mogelijkheden.

## Expander
Een expander is een digitale stemmenbank (sampler) die dient ter uitbreiding van het aantal stemmen op het bestaande aanbod daarvan op het pijporgel. De expander werd op initiatief van organist Piet Wiersma toegepast door de importeur van Allen orgels, Allen Orgel Benelux, in de Hervormde kerk van Tollebeek, waarmee de introductie van het hybride orgel in Nederland een feit was.

## Geluid
Het geluid van een hybride orgel is door de een juiste intonatie van het MIDI-gedeelte van het orgel door de metibische mixing en samensmelting tussen de pijporgel- en digitale stemmen niet waarneembaar. Om dit te bereiken moet de stemmenbank worden afgestemd op het pijpgedeelte van het orgel, omdat dat aan temperatuur en luchtvochtigheid onderhevig is. Dit kan zeer nauwkeurig stapsgewijs ingeregeld worden.  Zoals bij het virtueel orgel is ook hier intonatie nodig voor een aan de zaal of andere ruimte aangepaste geluidsweergave. Dit wordt door een intonateur gedaan, die de juiste instelling vastlegt in de variabelen van de stemmenbank.

## Werking
Indien de speeltafel van een pijporgel door slijtage niet meer voldoet en revisie te duur wordt kan deze worden vervangen door een MIDI-speeltafel, dus zonder bewegende onderdelen. De tractuur vindt plaats door middel van een MIDI-kabel naar de stemmenbank in de computer. Het computersignaal wordt, na digitale correcties, omgezet van een digitaal naar analoog signaal en dan toegevoegd aan een geluidsversterker, die dit versterkte signaal toevoert aan de geluidsboxen. Deze staan meestal achter het pijpfront, maar kunnen ook verdeeld zijn over een kerkzaal.